# Beatrice Järås
Ingrid Beatrice Järås Landgren (Stoccolma, 23 maggio 1950) è un'attrice, doppiatrice e cantante svedese.
Dal 1979 è sposata con il musicista Nils Landgren.

## Filmografia da attrice (parziale)
- Mannen som slutade röka (1972)
- Firmafesten (1972)
- Bröllopet (1973)
- Gallop (1982)
- Lotta på Bråkmakargatan (1992)
- Lotta flyttar hemifrån (1993)
- Nya tider (serie TV) (1999-2001)
- Skägget i brevlådan (serie TV) (2008)
- Ett tyst barn (2010)

## Filmografia da doppiatrice (parziale)
- SuperTed (1982)
- Macross - Il film (1984)
- Nausicaä della Valle del vento (1984)
- Ginga: Nagareboshi Gin (1986)
- Orange Road (1989)
- Free Willy - Un amico da salvare (1993)
- Free Willy 2 (1995)
- Banane in pigiama (serie TV) (1997)
- Harry Potter e il prigioniero di Azkaban (2004)